# Oiketicus
Oiketicus là một chi moth of the Psychidae.

## Các loài
- Oiketicus abbotii Grote, 1880 - Abbot's Bagworm Moth
- Oiketicus herrichii (Westwood, 1855)
- Oiketicus kirbyi Guilding, 1827
- Oiketicus toumeyi Jones, 1922
- Oiketicus townsendi Townsend, 1894